# انجمن بین‌المللی عطر
انجمن بین‌المللی عطر (انگلیسی: International Fragrance Association) موسسه‌ای بین‌المللی می‌باشد که مقر اصلی آن در کشور سوییس قرار دارد. این انجمن بین‌المللی از سال ۱۹۷۳ میلادی مشغول به‌کار است. انجمن از طرف صنایع بزرگ عطرسازی جهان ساخته شد تا با خود آزمونی و نظارت بین‌المللی کیفیت صنایع عطر جهان را مورد نظارت و بررسی قرار دهد. وظیفهٔ اصلی این انجمن بین‌المللی نظارت بر موارد سازندهٔ عطرها و مطابقت آن‌ها با سلامت ازنظر علمی می‌باشد. این نهاد با تحقیقات علمی دستورالعمل‌های لازم را در سطح جهانی منتشر می‌سازد.

## فعالیت‌ها
هدف اصلی این مؤسسه اطمینان از بی‌ضرر بودن اسانس‌های به‌کاررفته در صنایع آرایشی بهداشتی بر اساس یافته‌های علمی است.

## بررسی و تقسیم‌بندی
بر اساس یافته‌های علمی انجمن عطر بین‌المللی، ترکیبات شیمیایی به دودسته تقسیم می‌شوند:
- ازنظر مؤسسه دسته یک، ترکیبات شیمیایی هستند که «استفاده از آن‌ها در مقادیر بالا ممنوع» شده‌است؛ و حداقل پیشنهاد می‌شود در مقادیر کمتر مصرف شود. مانند الکل اتیلیک که حلال کاربردی در اکثر محصولات آرایشی – بهداشتی است و می‌تواند منجر به بروز سردرد و حالت تهوع شود و همچنین دسته ۲ نیز ترکیبات شیمیایی هستند که استفاده از آن‌ها «به‌طور کامل ممنوع» اعلام‌شده‌است. مانند برخی از انواع اسانس‌های طبیعی که علت ممنوع شدن استفاده از این ترکیبات به علت سمی بودن بالای آن‌هاست. ازجمله این ترکیبات می‌توان به اسانس ترب کوهی (Horseradish oil)، اسانس زنبق (Calamus oil)، اسانس خردل (Mustard oil)، و اسانس ساسافراس (Sassafras oil) اشاره کرد.

## رعایت و نفوذ
کشورهای آسیایی به‌تازگی در سال‌های اخیر (اردیبهشت ۱۳۹۳) تصمیم گرفته‌اند، استانداردهای ارائه‌شده توسط انجمن عطر بین‌المللی را رعایت کنند. بر طبق گفته رئیس انجمن، استفاده از استانداردهای تدوین‌شده نه‌تنها ایمن بودن و مرغوبیت محصولات آرایشی را در این ناحیه (آسیا) نیز تضمین می‌کند بلکه امکان تجارت و تبادل کالا بین کشورهای آسیایی با دیگر مناطق جهان را هم فراهم می‌سازد.